# Lycée Georges-Clemenceau (Nantes)
Pour les articles homonymes, voir Lycée Georges-Clemenceau.
Le lycée Georges-Clemenceau, appelé en général lycée Clemenceau, est un établissement public d'enseignement français situé à Nantes (Loire-Atlantique) dans le quartier Malakoff - Saint-Donatien et dépendant de l'académie de Nantes. Délivrant un enseignement général, secondaire et supérieur, il s'agit du plus ancien lycée du département, créé en 1808.

## Localisation

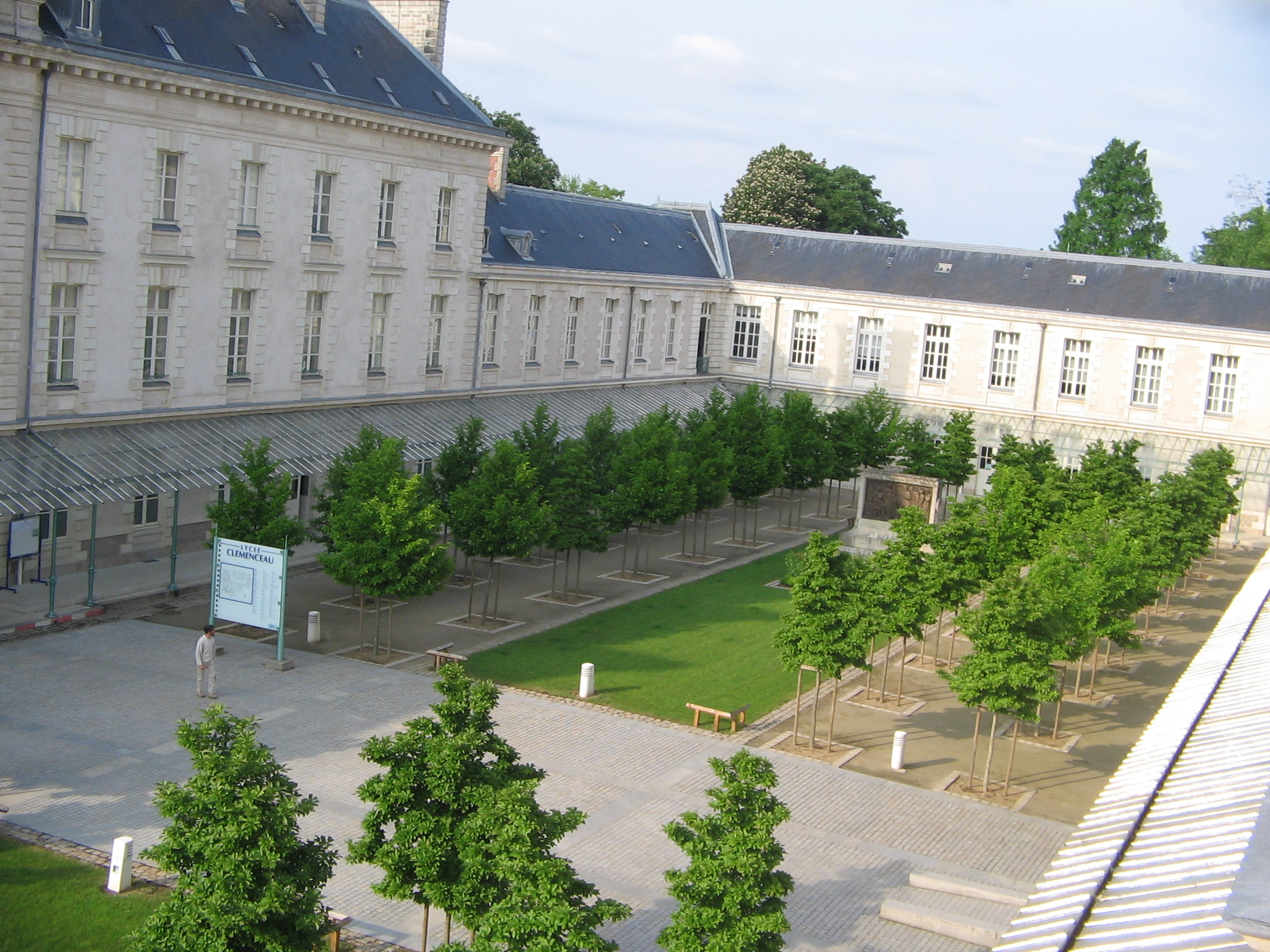
Vue de la moitié est de la cour d’honneur (après rénovation du lycée)

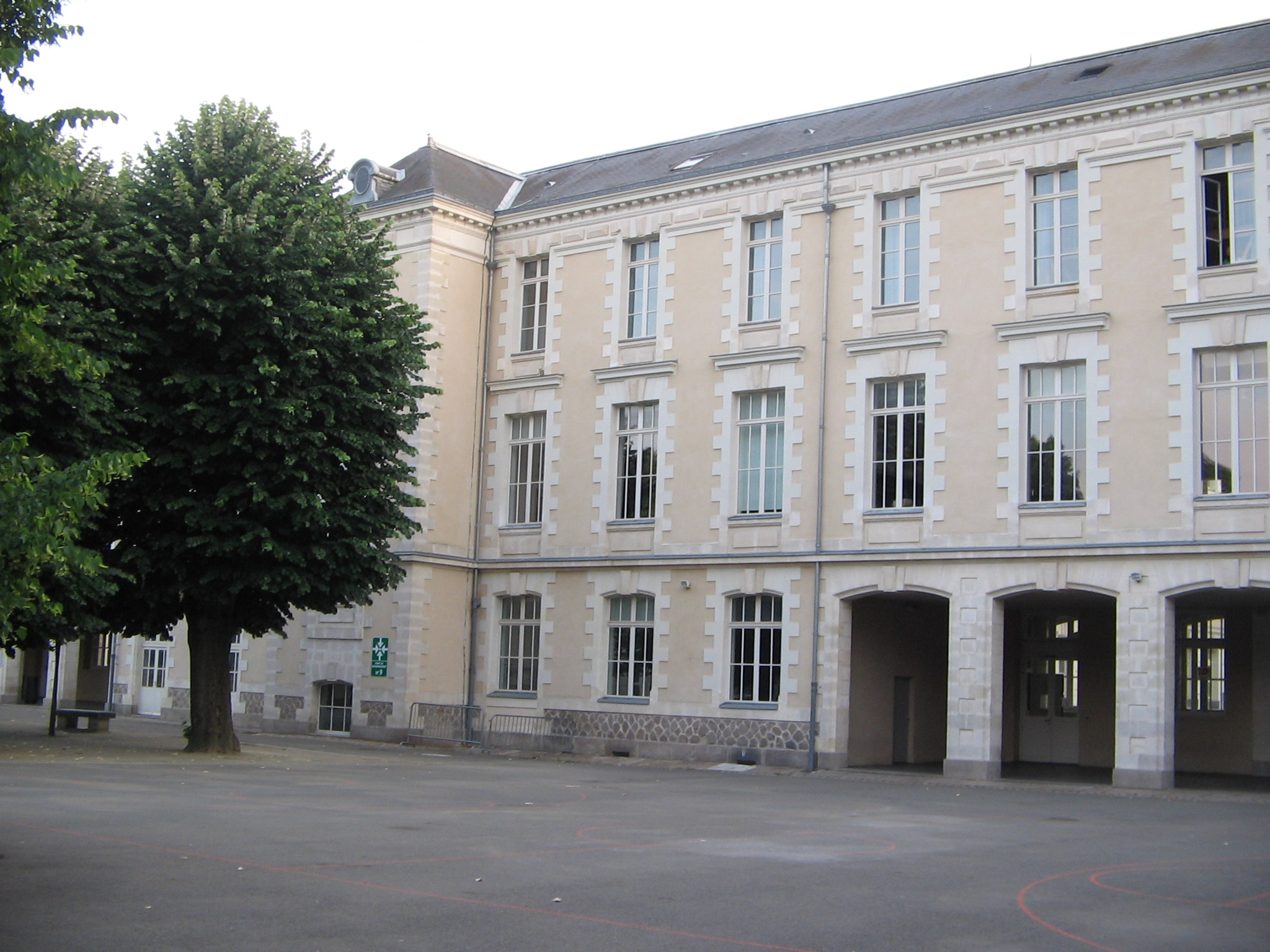
Vue du bâtiment M et de la cour principale

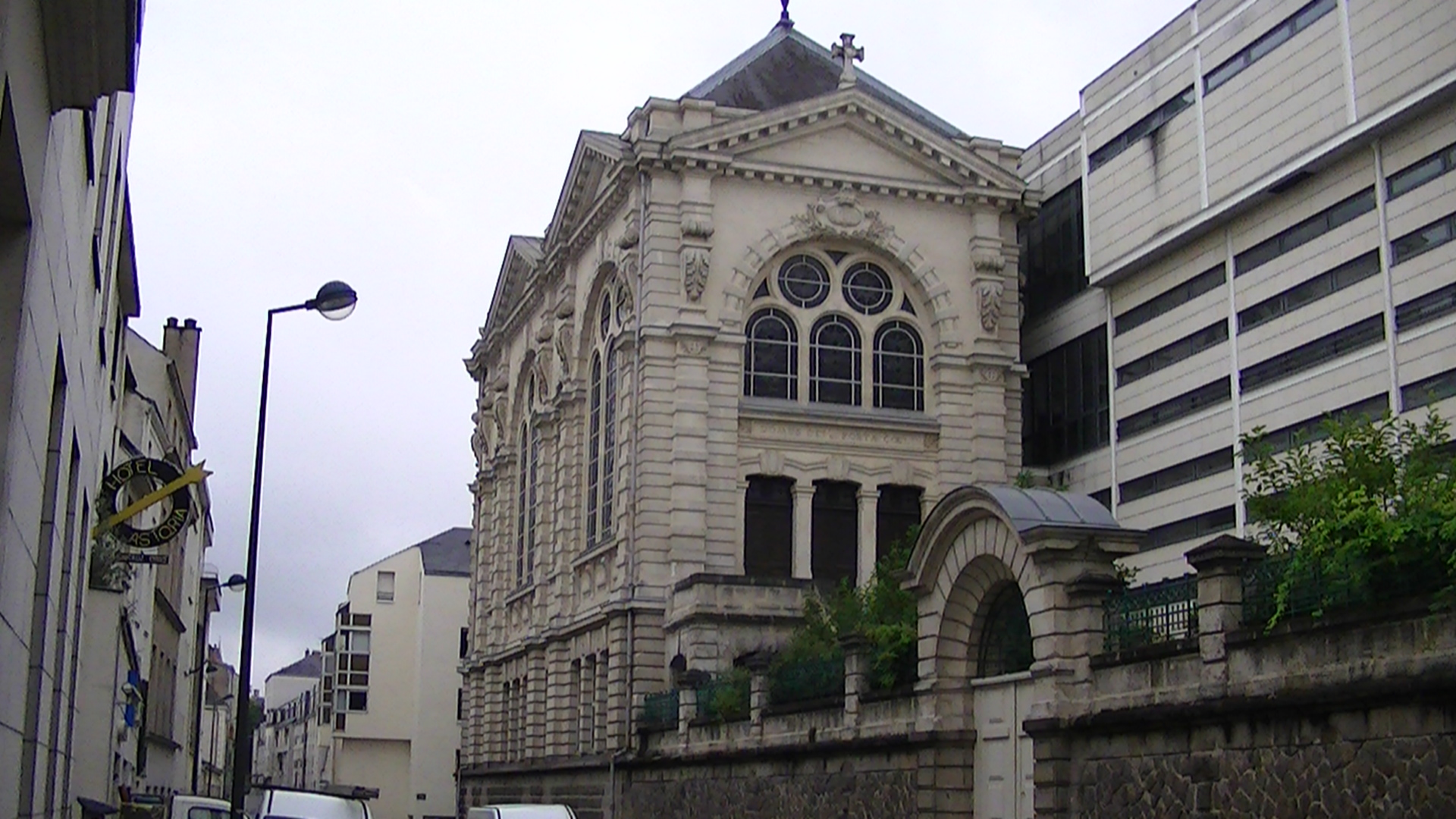
La chapelle donnant sur la rue de Richebourg

L'entrée principale de cet établissement situé un peu à l'est de la ville ancienne, dans l'ancien faubourg de Richebourg, se trouve sur le côté nord de celui-ci, rue Georges Clemenceau, tandis qu'il est longé par les rues Stanislas Baudry à l'est et de Richebourg au sud. Il occupe une superficie importante.
Il se trouve à proximité de la gare, du jardin des plantes, du musée d'Arts et de la cathédrale.

## Présentation
Les bâtiments actuels remontent à la fin du XIXe siècle pour les plus anciens, à la fin du XXe siècle pour les plus récents.
Il accueille environ 800 lycéens et 900 élèves de classes préparatoires, et dispose d'un internat accueillant exclusivement des élèves de classes préparatoires.

## Classement

### Classement du Lycée
En 2015, le lycée se classe 1er sur 48 au niveau départemental quant à la qualité d'enseignement, et 90e au niveau national. Le classement s'établit sur trois critères : le taux de réussite au bac, la proportion d'élèves de première qui obtient le baccalauréat en ayant fait les deux dernières années de leur scolarité dans l'établissement, et la valeur ajoutée (calculée à partir de l'origine sociale des élèves, de leur âge et de leurs résultats au diplôme national du brevet).

### Classements des CPGE
Le classement national des classes préparatoires aux grandes écoles (CPGE) se fait en fonction du taux d'admission des élèves dans les grandes écoles. En 2018, L'Étudiant donnait le classement suivant pour les concours de 2017 :
| Filière | Élèves admis dans une grande école* | Taux d'admission* | Taux moyen sur 5 ans | Classement national | Évolution sur un an |
| --- | ----------------------------------- | ----------------- | -------------------- | ------------------- | ------------------- |
| ECS | 2 / 42 élèves                       | 4,8 %             | 2,3 %                | 40eex-æquo sur 91   | 51                  |
| Khâgne A/L | 0 / 42 élèves                       | 0 %               | 0 %                  | 36eex-æquo sur 36   | =                   |
| MP / MP* | 20 / 72 élèves                      | 27,8 %            | 29 %                 | 12e sur 113         | 11                  |
| PC / PC* | 14 / 83 élèves                      | 16,9 %            | 13,5 %               | 17e sur 106         | 18                  |
| PSI / PSI* | 35 / 132 élèves                     | 26,5 %            | 25,0 %               | 20e sur 118         | 7                   |
| BCPST | 39 / 87 élèves                      | 44,8 %            | 61,7 %               | 25e sur 54          | 16                  |
| Source : Classement 2018 des prépas - L'Étudiant (Concours de 2017). * le taux d'admission dépend des grandes écoles retenues par l'étude. Par exemple, en filière ECS, ce sont HEC, ESSEC, et l'ESCP ; en khâgne, ce sont l'ENC, l'ENS Ulm, et le Top 5 ESC. |                                     |                   |                      |                     |                     |

## Historique
Jusqu'en 1792, l'enseignement secondaire à Nantes est représenté par le collège des Oratoriens. Après sa fermeture, il est remplacé par un Institut national, hébergé dans l'hôtel d'Aulx. Puis en 1796, est créée l'École centrale, qui occupe le couvent des Ursulines ; elle fonctionne de juin 1796 à juin 1803, l'institution des lycées amenant sa fermeture.

### LeXIXesiècle

#### Le lycée impérial
Le décret de création du lycée de Nantes date du 24 septembre 1803, mais les autorités locales laissent trainer les choses qui restent en l'état (alors que le lycée de Rennes ouvre dès cette époque). Ce n'est qu'après la création de l'Université impériale (1806) que le pouvoir central exige l'application du décret de 1803, qui implique des contributions financières de la Ville de Nantes. Les fonctionnaires (proviseur, censeur et professeurs) sont nommés fin 1807. L'ouverture aux élèves a lieu le 1er avril 1808 et l'inauguration le 1er mai. Celles-ci coïncident avec la création du troisième lycée breton à Pontivy (Morbihan).
Les locaux qui sont affectés au lycée sont l'ancien couvent des Ursulines, augmenté des bâtiments du Petit séminaire. Son public de base est constitué par 150 boursiers du gouvernement, issus des départements de Loire-Inférieure et des Côtes-du-Nord (selon un découpage curieux du décret de 1803), mais il est ouvert à des élèves non boursiers : la première année, il y a 212 élèves, 126 boursiers et 86 non boursiers.
Le lycée reçoit la visite de l'Empereur le 9 août 1808.
Dès le départ, le lycée, à l'époque, premier échelon de l'Université, subit la concurrence d'établissements catholiques, surtout le Petit séminaire, rouvert en 1807 par l'évêque en vue de l'ouverture prochaine du lycée public : en 1810, sur 1 325 élèves du secondaire en Loire-Inférieure, 938 sont dans le privé (256 au Petit séminaire), 387 dans le public (247 au lycée). Normalement, les établissements privés devraient être des pensionnats, et leurs élèves suivre les cours du lycée. Mais cela n'est appliqué que de mauvaise grâce et incomplètement. Le jour de l'abdication de Napoléon en 1814, les élèves issus du Petit séminaire quittent le lycée en lançant des slogans royalistes.

#### De la Restauration au début de laIIIeRépublique
Après la chute de Napoléon, le lycée est maintenu comme collège royal (17 février 1815), mais l'environnement social est peu favorable : les familles légitimistes de Nantes refusent d'y mettre leurs enfants ; les familles de la bourgeoisie sont peu intéressées par l'enseignement (latin-grec en priorité) qui y est donné. Plusieurs rapports au cours du siècle insistent sur cette spécificité de Nantes. D'autre part, l'environnement politique est hostile : le lycée survit en fait assez difficilement. On peut considérer que cette situation dure jusque dans les années 1890, le lycée connaissant une alternance de périodes de crise et de périodes de modeste prospérité.
Sur le plan des structures, le lycée fait en 1824 l'acquisition du domaine de la Colinière (à Doulon), qui va servir de lieu de détente pour les internes. Des classes de préparation aux Écoles de l'État, notamment à l'École Polytechnique, apparaissent dès 1824 ; d'autre part, sont mises en place des classes primaires et enfantines.
Les débuts de la Restauration
De 1814 à 1816, les élèves du lycée sont très majoritairement bonapartistes alors que l'administration dirigée par l'abbé Le Deuff, précédemment aumônier, est devenue royaliste. Le 23 mai 1814, une mutinerie d'élèves éclate. Les tensions provoquent une chute des effectifs. Cette situation aboutit à la fin de l'année scolaire 1815-1816 à la décision de dissoudre l'internat et de renouveler l'effectif.

#### Les années 1880 à 1914
En 1880, est ouverte une annexe située en centre-ville, destinée à faciliter l'accès des classes primaires aux familles de la petite-bourgeoisie nantaise, et à accroître la fréquentation des classes secondaires (cette annexe, le « Petit lycée », deviendra le lycée Jules-Verne).
La reconstruction du lycée (1886-1892)
Elle est l'œuvre des architectes Antoine Demoget et Léon Lenoir.
La nécessité de travaux est évoquée dès 1881, et après quelques études, on se rend compte qu'une rénovation de l'existant serait beaucoup trop coûteuse et qu'il vaut mieux construire du nouveau.
Les travaux prennent fin en 1891 et une inauguration a lieu le 17 octobre 1892, en présence du ministre Léon Bourgeois, du maire républicain Alfred Riom (qui vient de prendre la suite du monarchiste Ernest Guibourd de Luzinais) et de l'abbé Follioley, proviseur depuis 1890. Peu après, les travaux sont complétés par l'installation d'un gymnase, grâce à l'appui de la nouvelle municipalité.
Le provisorat de l'abbé Follioley (1890-1898)
À la fin des années 1880, le lycée est dans une situation très mauvaise, en particulier à cause des travaux qui s'éternisent. Pour rétablir la situation, le ministère de l'Instruction opte pour une solution paradoxale dans une époque de luttes pour la laïcité : nommer à la tête du lycée l'abbé Follioley, alors proviseur à Caen, qui sera ainsi le dernier prêtre en France à occuper un poste de direction d'un établissement public.
À partir du 20 août 1890, l'abbé Follioley assume cette fonction de façon parfaitement loyale, luttant par tous les moyens contre l'influence des établissements catholiques, de sorte que très rapidement, il est considéré comme un traître par les milieux favorables à l'enseignement privé. Une campagne de propagande est déclenchée contre lui, avec notamment la publication d'une brochure Le Péché de Nantes. Les républicains sont d'abord surpris (Le Phare de la Loire, 20 août 1890) ou hostiles (Georges Clemenceau à la Chambre, La Lanterne, 18 octobre) mais les républicains nantais, même radicaux, vont en général être amenés à le soutenir.
Il réussit effectivement à remettre le lycée en bonne marche : les effectifs atteignent 1 026 élèves en 1898, le chiffre le plus élevé jusqu'alors atteint. De grands noms y apparaissent, de la bourgeoisie ou de l'aristocratie, mais il faut noter que l'effectif comprend une proportion élevée de boursiers, de l'État ou de la Ville (presque pas du département en revanche) : 84 % en 1898. Le nombre de bacheliers dépasse la centaine et le lycée a chaque année quelques élèves reçus à Polytechnique, une dizaine à Saint-Cyr et un grand nombre à l'École centrale.
Après son départ à la retraite en 1898, le lycée de Nantes a une position qui ne sera plus remise en question.
Après l'abbé Follioley
Il est remplacé par son censeur, qu'il connaissait dès son provisorat de  Caen, Auguste de Caumont, suivi de Jean Barou en 1908.
Celui-ci obtient la création d'une nouvelle annexe en 1911, à Chantenay, afin de positionner le lycée dans les quartiers en développement de Nantes-Ouest ; il s'agit au départ seulement de classes primaires.
L'année 1913 est marquée par un « scandale » évoqué dans des journaux locaux, mais aussi parisiens : la supposée publication au lycée d'une revue anarchiste et antimilitariste, et les heurts subséquents entre des élèves de philosophie et des préparationnaires à Saint-Cyr.

### LeXXesiècle

#### La Première Guerre mondiale
Dès le début de la guerre, le lycée est en partie utilisé comme hôpital militaire et l'internat est fermé. Les bâtiments permettent l'installation de 733 lits, qui permettent d'accueillir 14 330 blessés au cours du conflit. Le proviseur, Jean Barou, d'abord mobilisé, est réaffecté au lycée pour la rentrée.
L'effectif diminue un peu, variant entre 950 et 1 000 élèves (y compris l'annexe). L'enseignement est perturbé puisque le lycée ne dispose que d'une trentaine de postes (certains sont occupés par des femmes), contre 59 à la veille de la guerre. L'internat est partiellement rétabli à la rentrée de 1917.
Au lendemain de la guerre, la municipalité demande que lui soit attribué le nom du président du Conseil, Georges Clemenceau, ce qui est fait le 2 février 1919. La construction d'un monument aux morts du lycée est décidée dès 1919 ; il est l'œuvre du sculpteur nantais Siméon-Charles-Joseph Foucault ; l'inauguration a lieu le 22 mai 1922, en présence de Clemenceau : celui-ci prononce un discours commémoré dans la cour d'honneur par une plaque qui en reproduit la dernière phrase, adressée au lycéens : « pour connaître par vous-mêmes, sans attendre l'avenir, la fortune de vos efforts, retroussez résolument vos manches et faites votre destinée », mots dont se souvint toute sa vie le futur écrivain Julien Gracq, alors âgé de 12 ans.
Après la mort de Clemenceau en 1929, un monument en son honneur est mis en place dans la cour d'honneur, inauguré en avril 1931.
Les noms de 286 élèves ou anciens élèves, professeurs ou autres personnels « morts pour la France » sont inscrits dans le parloir (cette liste n'est cependant pas exhaustive).

#### L'entre-deux-guerres
Le lycée Clemenceau est inscrit dans la catégorie « hors-classe » en 1921.
Les années 1920 sont marquées par la scolarité exceptionnelle de Julien Gracq, 7 fois prix d'excellence de 1921 à 1928, ainsi que par l'existence de la « section danoise » de 1922 à 1930 : au total, 71 élèves danois ont passé une année au lycée à ce titre durant cette période. Le lycée accueille d'autres élèves étrangers, notamment iraniens, parmi lesquels Mehdi Bazargan, reçu à l'École centrale en 1930. Les premières élèves apparaissent en 1924, surtout dans les classes préparatoires (Christiane Gouard, reçue première à Centrale la même année, mais qui opte pour l'ENS en mathématiques).
Une préparation à HEC est créée en 1927.
Un changement important au début des années 1930 résulte de l'instauration de la gratuité de l'enseignement. Ces années voient aussi l'apparition de professeurs nettement marqués à gauche, comme le communiste Jean Bruhat à partir de 1930 ; Louis Poirier, nommé à Clemenceau après l'ENS, membre du PCF de 1936 à 1939 ; Jean Philippot, futur maire de Nantes.

#### La Seconde Guerre mondiale
Le lycée est de nouveau utilisé militairement, dès 1939, comme hôpital militaire français, alors que les effectifs d'élèves atteignent le chiffre de 1 500 en raison de la présence de réfugiés. Ils sont affectés en partie dans les annexes, ainsi qu'à la caserne Mellinet.
À partir de juin 1940, il est occupé par l'armée allemande, qui autorise la reprise de l'enseignement le 10 octobre seulement. En novembre 1940, le lycée accueille les élèves-instituteurs, qui suivent désormais une scolarité classique de la seconde au baccalauréat, après la suppression des écoles normales par le régime de Vichy.
Durant les trois années suivantes, la coexistence entre élèves et soldats allemands est parfois tendue. Des actes de résistance symbolique ont lieu : le dépôt d'une gerbe par des élèves au monument aux morts du lycée le 11 novembre 1940 ; la remise en place d'une Marianne dans le parloir, acte qui est évoqué à la fois par la radio de Londres et celle de Vichy ; le dépôt d'une gerbe par le proviseur, Paul Camenen, le 11 novembre 1942 ; une manifestation d'élèves contre le groupe de Marcel Bucard dont le local nantais est saccagé (avril 1943) ; les honneurs rendus à Gaston Veil, ancien professeur, juif, lors des obsèques d'un autre professeur.
En septembre 1943, le grand lycée, touché par les bombardements de Nantes, est fermé ; les bâtiments sont occupés par la Kriegsmarine, qui fait construire deux blockhaus abris anti-aériens dans la cour des élèves. L'administration se réfugie à la Colinière. Les élèves sont dispersés dans les anciennes annexes et dans de nouvelles : à Ragon (Rezé), la Berthelotière (Nantes-Pont du Cens) et Clisson, où un lycée de fortune fonctionne sous la direction d'un professeur réfugié, Marius Faugeras.
La réouverture n'a lieu qu'en novembre 1944, après la libération de Nantes (12 août). Les Allemands pillent complètement le lycée avant de le quitter. Ensuite, il  est occupé par les troupes américaines, servant entre autres de point de contrôle des personnes évacuées de la poche de Saint-Nazaire. La rentrée est autorisée à partir du 20 novembre, avec 941 élèves dont 532 au grand lycée. La demi-pension rouvre à Pâques, la pension à la rentrée 1945. La reconstruction va tout de même être facilitée par l'élection comme maire de Nantes (Front national, proche du PCF) de Jean Philippot, professeur d'histoire, avec Georges Kirn, professeur de lettres, comme adjoint aux Beaux Arts. Elle n'est complètement achevée qu'en 1951 avec la reprise du culte dans la chapelle.

#### L'époque récente
L'évolution des structures dans les années 1950 et 1960
Le lycée subit une série de transformations structurelles importantes :
- la préparation à Saint-Cyr est supprimée en 1957, ainsi que la prépa Agro[20] ;
- le Petit Lycée (avec l'annexe de Chantenay) devient indépendant en 1957 sous le nom de Lycée Jules-Verne ;
- une nouvelle annexe est construite sur le domaine de la Colinière à partir de 1961 ; elle ouvre à la rentrée 1962, d'abord comme CES (avec filières types Lycée, CEG et Transition), puis avec des classes de 2e cycle. L'annexe de la Colinière devient indépendante en 1968 (Lycée la Colinière).
- la fermeture des classes primaires et enfantines est programmée à partir de 1960 et s'achève en 1966.
- une classe de Lettres Supérieures est créée en 1963, en même temps qu'est recréée la préparation à HEC ;
- la fermeture des classes de 1er cycle est programmée à partir de 1966 et s'achève en 1971.

À partir de cette date, le nombre de classes préparatoires augmente : Première supérieure, deuxième prépa HEC, rétablissement de la préparation Agro, préparation aux Écoles vétérinaires ; des formations nouvelles apparaissent dans le secondaire, la section F 11 en particulier.
Vie du lycée dans l'après-guerre
Dans les années 1950 et 1960, un ciné-club fonctionne à partir de 1949 grâce à l'implication de Pierre Ayraud, professeur de philosophie et auteur bien connu de romans policiers sous le pseudonyme de Thomas Narcejac (voir aussi l'article Boileau-Narcejac) ; un peu plus tard apparaît le club UNESCO, sous la direction d'Eugène Leblanc (philosophie), dont une des activités est le théâtre : en 1965, le rôle principal de la pièce de l'année (Le Procureur Hallers) est tenu par Yves Lecoquierre, lui aussi bien connu ; une activité importante tourne autour des bourses Zellidja qu'un nombre relativement élevé d'élèves obtient chaque année.
Parmi les professeurs, en dehors de Pierre Ayraud, on peut noter les noms de : Christiane Gouard et Georges Brillouet en mathématiques, Michel Deguy et Michel Verret en philosophie, Henri Touchard et Jean Guiffan en histoire...
Les événements de 1968 touchent le lycée, mais la « contestation » va être beaucoup plus forte dans les années suivantes, avec en particulier l'incendie de la voiture du proviseur Claude Leroux en 1970 (par des militants de la Gauche prolétarienne, mais étrangers au lycée) dans une période de forte tension avec les élèves militants.
Depuis les années 1970, en dehors des périodes de luttes politiques (loi Debré, 1973 ; loi Devaquet, 1986 ; loi Juppé, 1995, pour donner quelques exemples), le lycée se trouve dans une période nouvelle : celle du Foyer socio-éducatif, des échanges avec des établissements étrangers (Seattle, Stockholm, etc.) et de la présence des élèves dans le Conseil d'administration. On peut aussi noter la désacralisation de la chapelle, devenue salle d'examens.
Les bâtiments depuis la Seconde Guerre mondiale
Un des blockhaus allemands est détruit dès 1950, mais au prix de gros dégâts, aussi le second est laissé en place jusqu'en 1993.
À la fin des années 1950, un bâtiment neuf (Bâtiment B) est construit au fond de la cour des élèves (18 salles de classe, infirmerie). Il reste en place jusqu'en 1998.
En 1992 a eu lieu la célébration du centenaire de la reconstruction, en présence de Robert Badinter (ancien élève). C'est à cette occasion que les autorités prennent conscience de la nécessité d'une rénovation complète qui débute en 1993 et s'achève en 2003. Le bâti ancien est intégralement ravalé et rénové. Une construction nouvelle d'allure moderne est mise en place le long de la rue Stanislas-Baudry, avec le CDI, les réfectoires, un parc de stationnement souterrain, etc.
Une cérémonie pour fêter le bicentenaire du lycée a eu lieu en avril 2008.

### Thèmes particuliers

#### Les bâtiments et l'environnement du lycée
En 1808, le lycée impérial reçoit les bâtiments remis en état, de l'ancien couvent des Ursulines et de l'ancien Séminaire de Nantes, tous deux du XVIIe siècle, séparés par la ruelle Saint-François ; l'établissement est desservi au nord par la « rue du Séminaire » (ultérieurement « rue du Lycée », devenue aujourd'hui la rue Georges-Clemenceau).
Au début du XIXe siècle, le Jardin des plantes est établi juste à l'est du lycée. Un autre changement notable a lieu en 1855 avec le percement de la « rue de Flore » (actuelle rue Stanislas-Baudry), sur un terrain relevant du lycée, en échange de quoi la municipalité supprime la « ruelle Saint-François » qui coupait l'établissement en deux.
En 1880 a lieu l'alignement de la rue du Lycée, peu avant la décision de procéder à la construction de nouveaux bâtiments. Les plans, établis par l'architecte de la Ville, Antoine Domanget, sont approuvés en 1886 (financement partagé entre l'État et la municipalité). Ils tiennent compte de l'achat d'un terrain au sud du lycée en 1883. Les travaux vont avoir lieu sous la direction de trois architectes successifs, Antoine Domanget, décédé en juillet 1886, Aristide Van Iseghem, en juillet 1887 et Léon Lenoir. En 1892, les nouveaux bâtiments sont achevés, sauf le nouveau gymnase, terminé après coup en 1895. Désormais le lycée atteint la rue de Richebourg au sud (situé à l'époque à une centaine de mètres du quai de Richebourg, bordé par la Loire, notamment le canal Saint-Félix).
Ces bâtiments de 1892-1895 forment l'essentiel du lycée actuel : la façade donnant au nord sur la rue du Lycée (devenue rue Clemenceau) a une longueur de 144 m ; elle ouvre sur une cour d'honneur à galerie de métal et de verre (type Janson-de-Sailly) ; au milieu, face à l'entrée, s'embranche un couloir perpendiculaire de 155 m de long, menant à la chapelle. À droite on trouve le gymnase puis l'aile des réfectoires. À gauche, les préaux encadrés de salles d'étude et les cours des élèves : trois unités (grands, moyens, petits). En 1907, l'acquisition d'un autre terrain permet de construire une deuxième aile perpendiculaire au couloir (architecte : Lenoir).

#### Activités physiques et sportives
Au départ, le lycée met à disposition des élèves des maîtres dans certaines disciplines (escrime, équitation...) moyennant un paiement supplémentaire. Ces activités vont perdurer jusqu'à la Seconde Guerre mondiale, en particulier l'escrime, avec un maître d'armes présent de 1895 à 1939, François Lecoq.
Sous la Troisième République, la gymnastique devient une discipline obligatoire et, de 1878 à 1890, les élèves internes sont astreints à la préparation militaire. À la même époque apparaissent les activités sportives avec un club de course à pied (1886), puis, dans le cadre des associations sportives, des clubs de rugby (en liaison avec le SNUC), de football, de basket, d'athlétisme.
En 1925, est établi le système : deux heures d'EPS, deux heures de « plein air » (qui ont lieu en divers endroits, un peu éloignés, comme le parc du Grand-Blottereau dans les années 1960).

## Enseignement

### Enseignements spécialisés du secondaire
Le lycée Clemenceau, à la suite de la réforme du baccalauréat de 2019, propose différentes spécialités :
- Histoire géographie, géopolitique et sciences politiques.
- Humanités, littérature et philosophie.
- Langues, littératures et cultures étrangères.
- Sciences économiques et sociales.
- Mathématiques.
- Physique-Chimie.
- S.V.T.
- Numérique et sciences informatique

Les spécialités comme « art », « sciences de l'ingénieur », « biologie-écologie » et « littérature, langue et culture de l'antiquité » n'y sont pas proposées.

## Personnalités liées au lycée

### Professeurs
- Jean Bruhat, historien, professeur d'histoire de 1930 à 1937.
- Maurice Crouzet, historien
- Édouard Herriot, parlementaire, maire de Lyon et Président du Conseil
- Charles Lechat, maire de Nantes
- Jean Meyer, historien
- Thomas Narcejac, auteur de romans policiers, une salle de conférence du lycée porte son nom
- Jean Natiez, agrégé d'histoire et ancien député de Loire-Atlantique
- Gaston Veil, maire de Nantes
- Michel Verret, agrégé de philosophie
- Jean Wahl, philosophe
- René Waldeck-Rousseau, député-maire de Nantes, père de Pierre Waldeck-Rousseau
- Christiane Pauc, mathématicienne

### Élèves

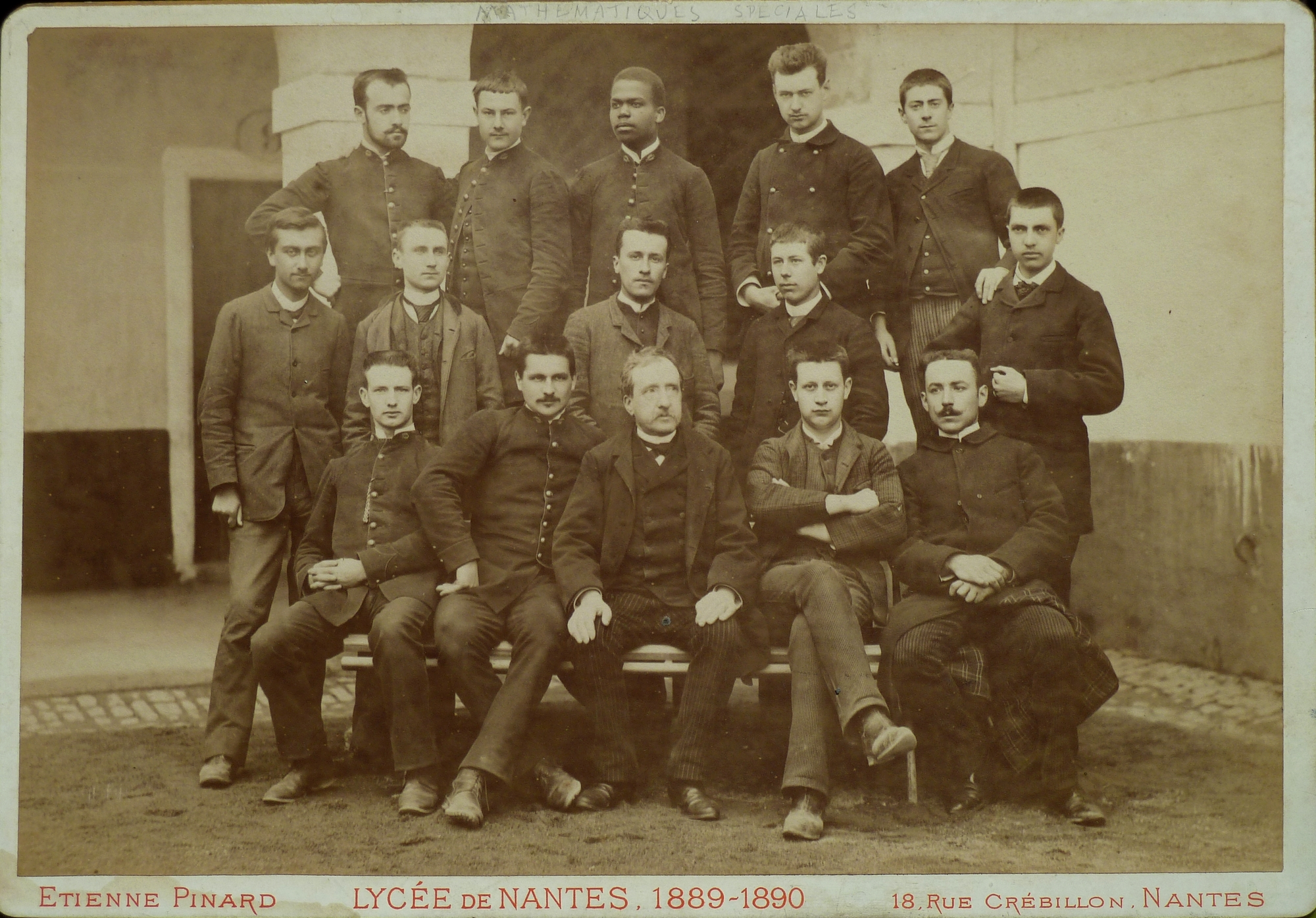
Classe de mathématiques spéciales en 1889.

#### Écrivains et journalistes
- René Guy Cadou (poète)
- Michel Chaillou (écrivain)
- Alphonse de Châteaubriant
- Edmond Coarer-Kalondan
- Tristan Corbière (poète)
- Marc Elder
- Julien Gracq
- Morvan Lebesque (aussi journaliste)
- Hervé Le Boterf
- Joseph Poli (journaliste)
- Jean Sarment (aussi acteur)
- Marcel Schwob
- Jules Verne (il a donné son nom à la cour principale du lycée)
- Jacques Vaché
- Jules Vallès

#### Hommes politiques
- Yed Angoran, ministre de l’industrie de la Côte d'Ivoire
- François Autain, médecin, sénateur et secrétaire d'état
- Louis Mathurin Babin-Chevaye, industriel et député
- Jean Babin-Chevaye, industriel et sénateur
- Robert Badinter, avocat, garde des Sceaux, président du conseil Constitutionnel
- Mehdi Bazargan, chef du gouvernement provisoire d'Iran en 1979
- Paul Bellamy, député-maire de Nantes
- Aristide Briand, ministre, président du conseil et Prix Nobel de la paix
- Georges Clemenceau, journaliste, sénateur et président du conseil
- Évariste Colombel, député-maire de Nantes
- René de Cornulier, maire de Nantes
- Georges-Évariste Colombel, maire de Nantes
- Henri Lopes, premier ministre de la République du Congo
- André Morice, ministre, parlementaire et maire de Nantes
- Gaëtan Rondeau, maire de Nantes
- Maurice Sibille, député de Loire-Inférieure
- Jacques Sourdille, professeur de médecine et secrétaire d'état.
- Marcellin Verbe, médecin, résistant et maire de Saint-Sébastien-sur-Loire
- Paul Dubois (homme politique français), médecin et conseiller municipal du 9e arrondissement de Paris (1874-1883)

#### Peintres et sculpteurs
- Maurice Chabas
- Paul Chabas
- Jacques Derrey
- Siméon Foucault
- Jules Grandjouan
- Emile Laboureur
- Amédée Dubois de La Patellière
- Maxime Maufra
- Jean Metzinger
- James Tissot

#### Musiciens, danseurs, cinéastes et acteurs
- les frères André et Georges Bellec (chanteurs du groupe Les Frères Jacques)
- Yvan Dautin (chanteur)
- Christine and the Queens (Auteur.e-compositeur.ice-interprète et danseur.euse)
- Jacques Garnier (danseur et chorégraphe)
- Jean-Jacques Grand-Jouan (cinéaste)
- Xavier Liébard (réalisateur)
- Thierry Fortineau (comédien)
- Paul Ladmirault (compositeur)
- Yves Lecoq (comédien)
- Jacques Legras (comédien)
- Olivier Messiaen (compositeur)
- François Tusques (compositeur)
- François Verret (chorégraphe)

#### Industriels, ingénieurs et architectes
- Louis Amieux (conserveur)
- Pol Abraham (architecte)
- Ernest Cassegrain (conserveur)
- Thomas Dobrée (armateur)
- Eugène Dubigeon (ingénieur)
- Georges Evano (architecte)
- Léon Jost (industriel)
- Louis Lefèvre-Utile (industriel en biscuiterie)
- Alphonse Lotz-Brissonneau (ingénieur)
- Arsène Saupiquet (conserveur)
- Constant Say (raffineur)

#### Médecins et scientifiques
- Jean Bernard (médecin et membre de l'Académie française)
- Félix Guyon (chirurgien)
- Jean Leray (mathématicien et membre de l'Académie des sciences)
- Gustave Rappin (médecin)

#### Militaires
- le général Anthoine
- le général Bridoux
- le général Boulanger
- le général Buat
- le contre-amiral Cornulier
- le général Deligny
- le général Gouraud
- le général Gras
- le général Guillaumat
- le général Huntziger
- le général de Lamoricière
- le général Mellinet
- le général Ragueneau
- le général Petit
- le médecin général Adrien Carré

- l’ingénieur général Joseph Trétout

#### Autres
- Alain Supiot, professeur au collège de France
- Gilles Rampillon, footballeur international
- Victor-Lucien Tapié, historien et professeur
- Stéphane Piobetta, philosophe et résistant
- Gilbert Burlot, résistant, haut fonctionnaire
- Libertaire Rutigliano, résistant, mort en déportation